# Alexina Duchamp
Alexina ("Teeny") Duchamp, född Sattler den 6 januari 1906 i Cincinnati i Ohio, död 20 december 1995 i Villiers-sous-Grez nära Paris, var en amerikansk konsthandlare.
Alexina Duchamp växte upp i Cincinnati som den yngsta av sex döttrar till Robert Sattler och dennes andra fru Agnes Mitchell. 
År 1921 började den äldre systern Agnes i skola i Paris och året därpå fick den femtonåriga Alexina också bo där. Där träffade hon för första gången Marcel Duchamp på en bal. Hon studerade därefter ett år på Kunstgewerbeschule i Wien för att sedan åter i Paris utbilda sig i skulptur på Académie de la Grande Chaumière för Constantin Brâncuși. 
Hon gav upp sina konstnärsambitioner efter det att hon 1929 träffat konsthandlaren Pierre Matisse, som var äldste son till Henri Matisse. De gifte sig  och hon fick de tre barnen Jacqueline, Paul och Peter Matisse. Paret skildes 1949. Vid bodelningen fick hon fritidshuset och ett antal värdefulla målningar och hon etablerade sig som konsthandlare. Hon representerade bland andra Constantin Brâncuși och Joan Miró.
År 1951 besöktes hon av Max Ernst och hans fru Dorothea Tanning i sitt hus i Lebanon i New Jersey, och dessa hade tagit med Marcel Duchamp. De förälskade sig i varandra och gifte sig i januari 1954 i New York. Det var det andra äktenskapet för bägge. Marcel Duchamp blev därmed styvfar för tre barn och fick i slutet av samma år amerikanskt medborgarskap. Från 1958 tillbringade paret Duchamp sommarferierna i Cadaqués i Spanien, där de lärde känna Salvador Dalí. År 1959 bosatte de sig i New York. 
Alexina Duchamp bosatte sig efter Marcel Duchamps död 1968 i Villiers-sous-Grez i närheten av Paris, där hon sammanställde ett arkiv över Marcel Duchamp, vilket numera finns på Philadelphia Museum of Art.

## Litteratur

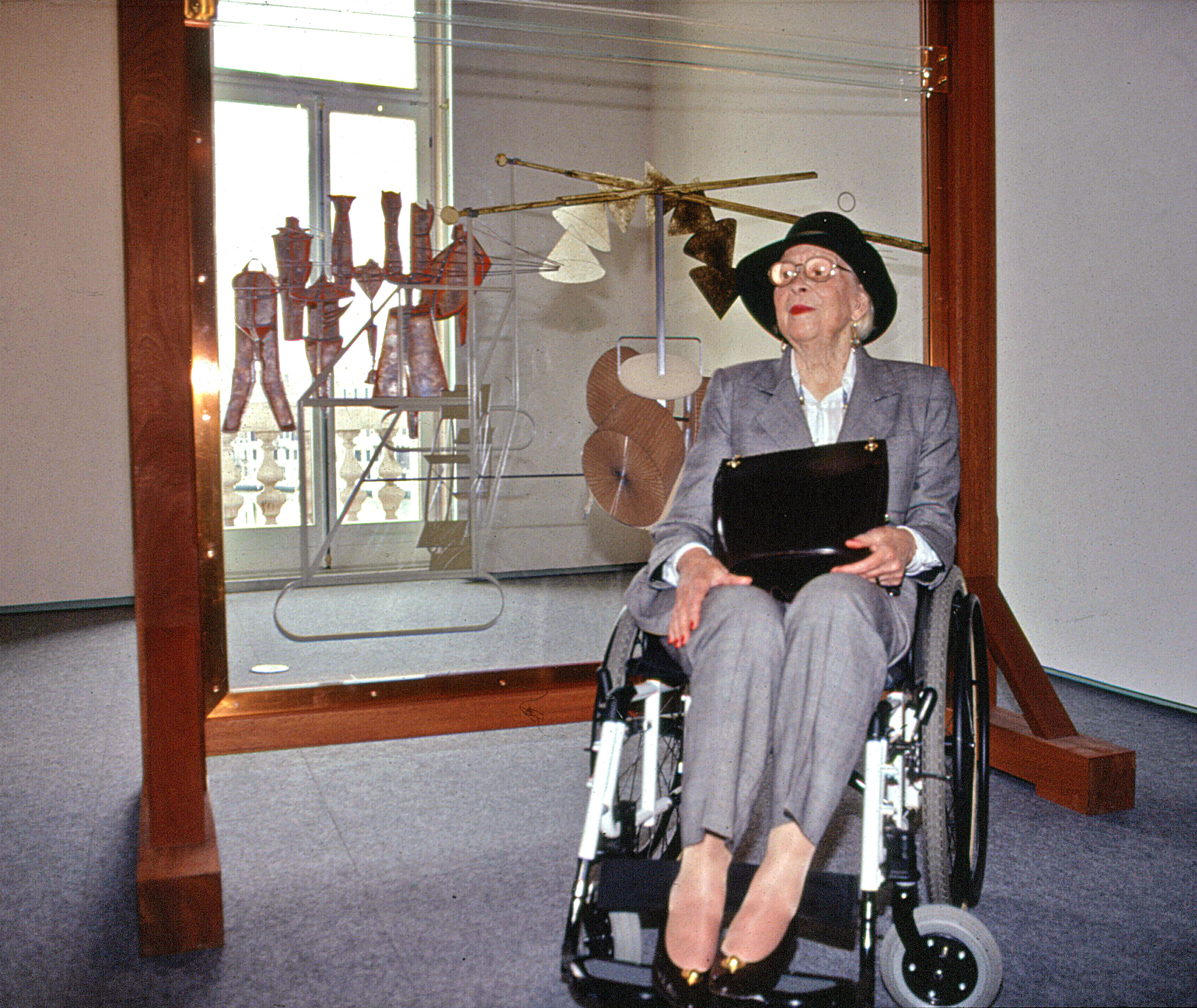